# Крочефисо (Ређо ди Калабрија)
Крочефисо је насеље у Италији у округу Ређо ди Калабрија, региону Калабрија.
Према процени из 2011. у насељу је живело 55 становника. Насеље се налази на надморској висини од 161 м.